# Anchonastus caudatus
Anchonastus caudatus är en spindelart som beskrevs av Simon 1898. Anchonastus caudatus ingår i släktet Anchonastus och familjen jättekrabbspindlar.
Artens utbredningsområde är Kamerun. Inga underarter finns listade i Catalogue of Life.